# Triangulation
Pour les articles homonymes, voir Triangulation (homonymie).
Ne doit pas être confondu avec Trilatération.

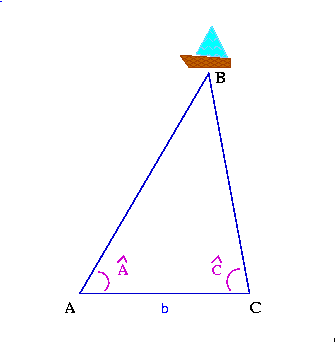
Principe de la triangulation. La distance entre A et B, et entre C et B, peut être déterminée par la mesure des angles Â et Ĉ, étant donné la base "b" connue.

En géométrie et trigonométrie, la triangulation est une technique permettant de déterminer la position d'un point en mesurant les angles entre ce point et d'autres points de référence dont la position est connue, et ceci plutôt que de mesurer directement la distance entre les points. Ce point peut être considéré comme étant le troisième sommet d'un triangle dont on connaît deux angles et la longueur d'un côté.
Par analogie, la triangulation fait également référence à l'usage croisé de techniques de recueil de données en étude qualitative, notamment en sciences sociales.

## Calcul de distance
La triangulation est un processus qui permet de déterminer une distance en calculant la longueur de l'un des côtés d'un triangle, et en mesurant deux angles de ce triangle. Cette méthode utilise des identités trigonométriques.
Six cents ans avant l'ère chrétienne, Thalès mit au point une méthode pour évaluer la distance d'un bateau en mer à la côte. Pour avoir une mesure approximative de cette distance, il plaça deux observateurs A et C sur le rivage, éloignés d'une distance b connue. Il demanda à chacun d'entre eux de mesurer l'angle que faisait la droite le reliant au bateau B avec celle le reliant à l'autre observateur. Ce principe de télémétrie optique est utilisé en génie optique, ainsi que dans le domaine militaire lorsque l'on ne dispose pas de radar.
La méthode a un intérêt si nous voulons déterminer de grandes distances ; néanmoins cette méthode est très sensible à la précision de mesure des angles ; particulièrement lorsque la somme des 2 angles s'approche de 180° (on comprend aisément qu'une petite erreur de mesure d'un angle aura une grande répercussion sur l'estimation de la position de l'objet, particulièrement quand le 3e angle du triangle est très aigu). Il importe donc dans ce cas de placer les deux observateurs suffisamment éloignés l'un de l'autre, afin d'augmenter le 3e angle du triangle et ainsi réduire l'impact des erreurs de mesures sur la précision de mesure finale.

### Propriétés mathématiques utilisées
Les propriétés utilisées pour la triangulation sont :
- La somme des angles d'un triangle, égale à π radians (180 degrés),
- La loi des sinus

Si on note a le côté opposé à l'angle Â et c le côté opposé à l'angle Ĉ, on exprime la loi des sinus ainsi :
{\displaystyle {\frac {a}{\sin({\hat {A}})}}={\frac {b}{\sin({\hat {B}})}}={\frac {c}{\sin({\hat {C}})}}}
d'où
{\displaystyle AB=c={\frac {b\sin({\hat {C}})}{\sin({\hat {B}})}}}
{\displaystyle CB=a={\frac {b\sin({\hat {A}})}{\sin({\hat {B}})}}}
On a bien sûr : {\displaystyle {\hat {C}}=180^{\circ }-{\hat {A}}-{\hat {B}}}

## Mathématiques

### En géométrie
En géométrie, une triangulation est une façon de découper une forme géométrique (un plan, un polygone) en une collection de triangles. Un exemple classique est la triangulation de Delaunay. Une des applications de cette démarche est le maillage d'une pièce permettant l'analyse par éléments finis.

### En topologie
En topologie, une triangulation d'un espace topologique X est un complexe simplicial K homéomorphe à X, et un homéomorphisme h : K→X. La triangulation est utile pour déterminer les propriétés d'un espace topologique.

## Triangulation d'un pays

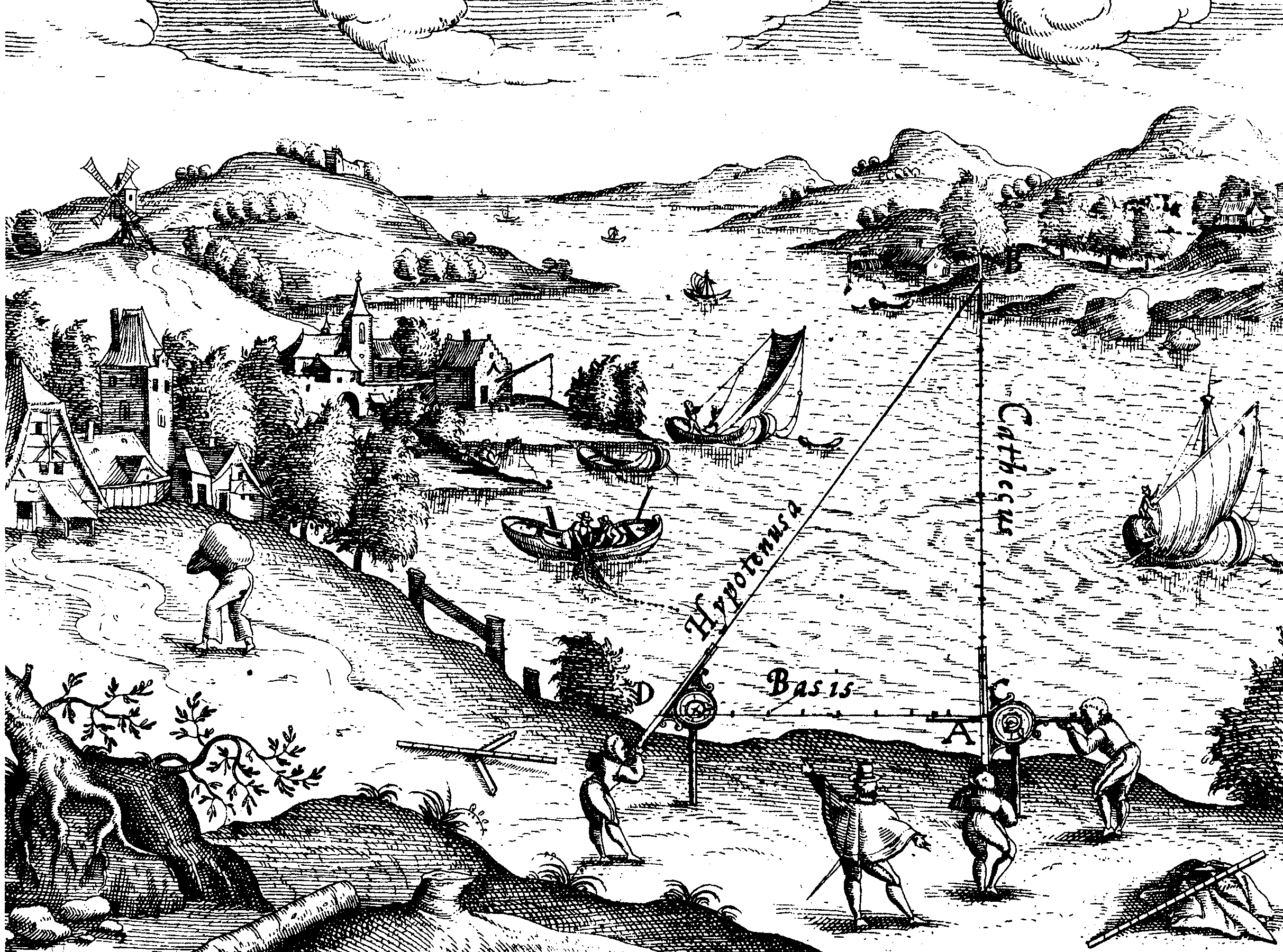
Mesure de distance par triangulation pratiquée au XVI (Levinus Hulsius)

Jusque dans les années 1980, on utilisait essentiellement la triangulation pour mesurer les distances (distances en ligne droite et non à parcourir, la surface ayant un relief et une courbure). La triangulation consiste à obtenir par des visées les angles d’un triangle dont les sommets sont choisis pour leur visibilité (tour, sommet, clocher…). On enchaîne ensuite ce premier triangle à un autre qui a un côté en commun avec lui, en poursuivant la chaîne le long du méridien à mesurer. Il suffit de déterminer une base au départ, c’est-à-dire de mesurer au sol un côté du premier triangle, pour obtenir la longueur des côtés de tous les triangles.
Ce procédé, répété de proche en proche, a été utilisé par Delambre et Méchain de 1792 à 1798 pour mesurer la distance entre Dunkerque et Barcelone (environ 1 147 km) sur le méridien de Paris, ce qui permettra la première définition pratique et officielle du mètre en 1799 (bien que la conception du mètre lui-même en tant qu'unité universelle et décimale soit bien antérieure, cf. les travaux de John Wilkins et de Tito Livio Burattini).
À partir d'un point de référence, on peut ainsi déterminer la position des différents points d'un territoire et réaliser un maillage. Ce maillage permet ensuite d'avoir une cartographie précise et dont les déformations sont connues, par rapport aux cartes qui étaient dessinées à main levée à partir d'un point haut[pas clair]. La première carte de France ainsi tracée fut publiée en 1745, à partir des relevés de Jacques et César Cassini.

## Applications

### Triangulation par relevé des directions

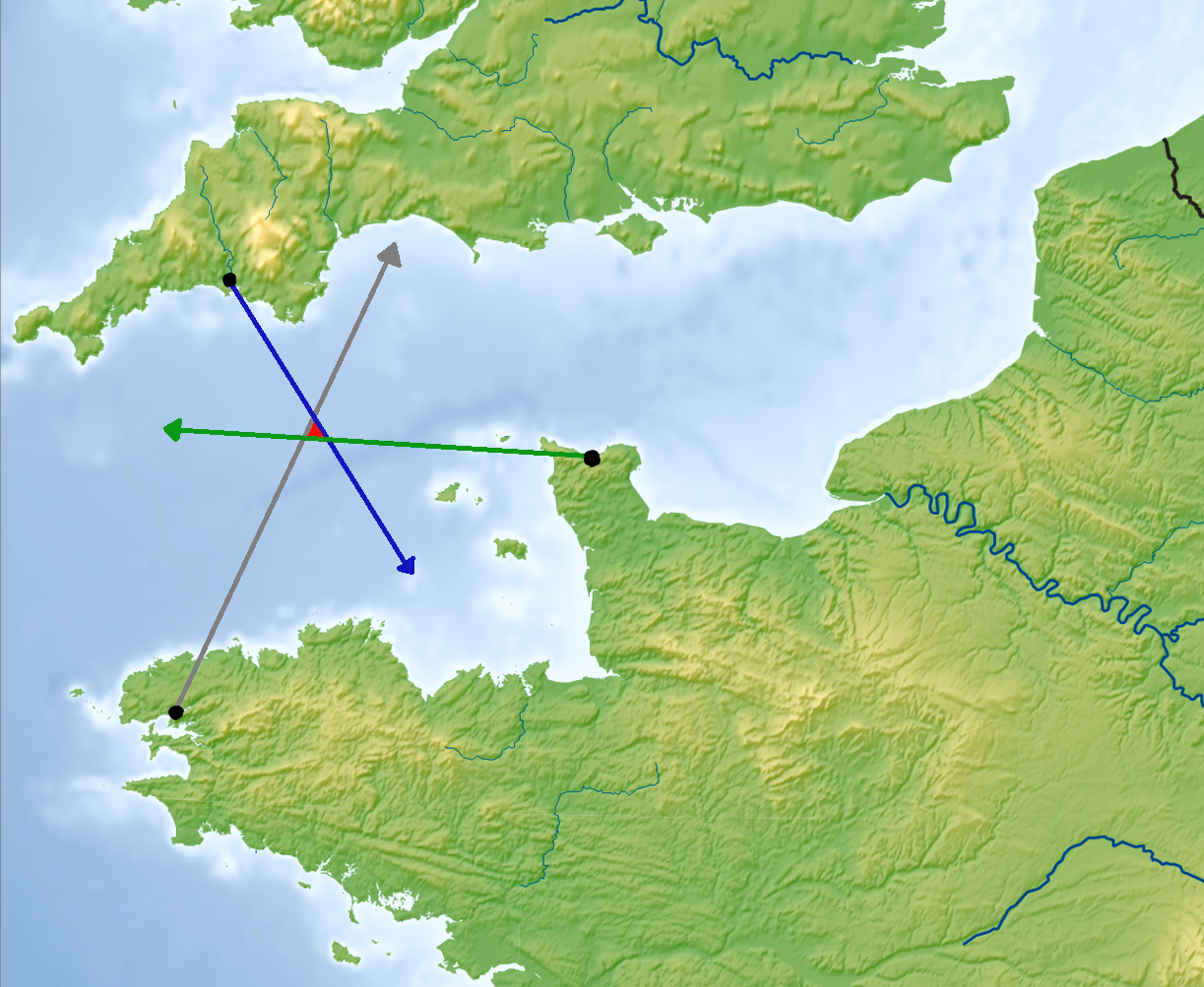
Radiogoniométrie sur les fréquences: 410 kHz, 500 kHz et 2182 kHz pour la détermination précise par triangulation du lieu d'émission radio.

La triangulation est utilisée dans divers secteurs, comme la survie, la navigation, l'astronomie, dans l'armement (fusées).
Un navire peut ainsi connaître sa position en relevant la direction d'observation (angle par rapport au Nord) de deux points distants (par exemple un clocher d'église, un phare) ; il lui suffit alors, sur une carte, de tracer les droites passant par les points observés et ayant la direction relevée, l'intersection de ces droites étant la position du navire. Pour lever les imprécisions de mesure, on utilise généralement trois points de repère, appelés amers. C'est la navigation par relèvement.
Dans le cas d'ondes électromagnétiques (par exemple des ondes radio), la position peut se déterminer avec une antenne directionnelle (c'est-à-dire une antenne ne captant que les ondes venant d'une direction donnée) ; l'orientation pour laquelle le signal est le plus fort donne la direction de l'émetteur, il suffit alors de faire plusieurs relevés pour avoir la position de l'émetteur (radiogoniométrie). Cette méthode était par exemple utilisée durant l'occupation allemande de la France pour détecter les émetteurs radio clandestins.
 La fréquence normale de radiogoniométrie de 410 kHz est toujours réservée dans le monde pour la radio-goniométrie à la demande , et donnaient leurs positions aux navires et aéronefs qui le demandaient.

#### Position statique
On vise deux points, et on relève les directions de visée. Il suffit ensuite de tracer, sur une carte, une droite passant par le point visé et ayant la direction relevée. L'intersection des droites donne la position.
On a deux sommets du triangle (les amers) et la direction des deux côtés ne joignant pas ces sommets (relèvements), ce qui permet de déterminer complètement le triangle.
Si l'on effectue trois relevés, on devrait obtenir un point de concours unique des trois droites. Dans la pratique, les imprécisions — sur la visée, sur la lecture de l'angle, sur le tracé de la droite — font que l'on obtiendra un triangle, la dimension du triangle donnant une estimation de la précision de la mesure. On peut raisonnablement (si les angles sont à 120° l'un de l'autre) prendre pour position le « centre de gravité » de ce triangle, et pour erreur la distance entre ce centre et le point le plus éloigné.

#### Véhicule en mouvement

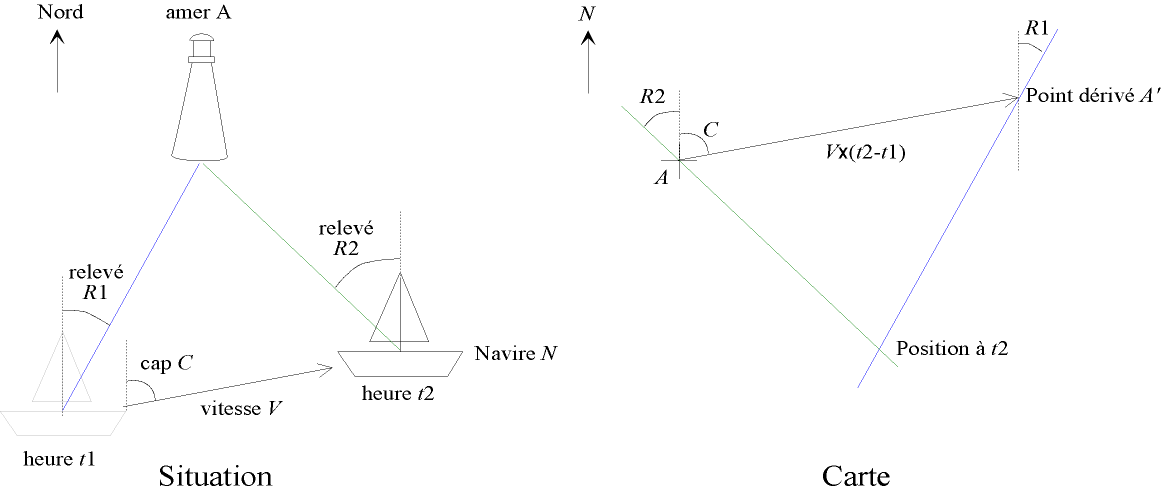
Navigation par relèvement à un amer.

Dans le cas d'un véhicule en mouvement, il faut prendre en compte le déplacement du véhicule. Il faut pour cela connaître la direction et la vitesse du véhicule. La direction du mouvement est donnée par le compas ; dans le cas d'un voilier, la vitesse peut être estimée à partir de la vitesse du vent et du courant.
Si la vitesse est lente et que les relevés sont faits de manière proche (cas de la navigation maritime), on peut négliger ce phénomène, par contre, il faut noter l'heure du relevé.
La connaissance de ce mouvement permet de faire un relevé avec seulement un amer, par exemple dans le cas d'une navigation par temps de brouillard où seul un lieu caractéristique serait visible par intermittence. On relève alors les directions et les heures du relevé.
On a ainsi un sommet du triangle (l'amer), les directions de deux côtés (les deux relevés), et la direction et la longueur du troisième côté (trajectoire du bateau), ce qui permet de déterminer complètement le triangle.